# Kąkolewice (Węgorzyno)
Kąkolewice (deutsch Kankelfitz) ist ein Dorf in der Woiwodschaft Westpommern in Polen. Es gehört zur Gmina Węgorzyno (Stadt- und Landgemeinde Wangerin) im Powiat Łobeski (Labeser Kreis).

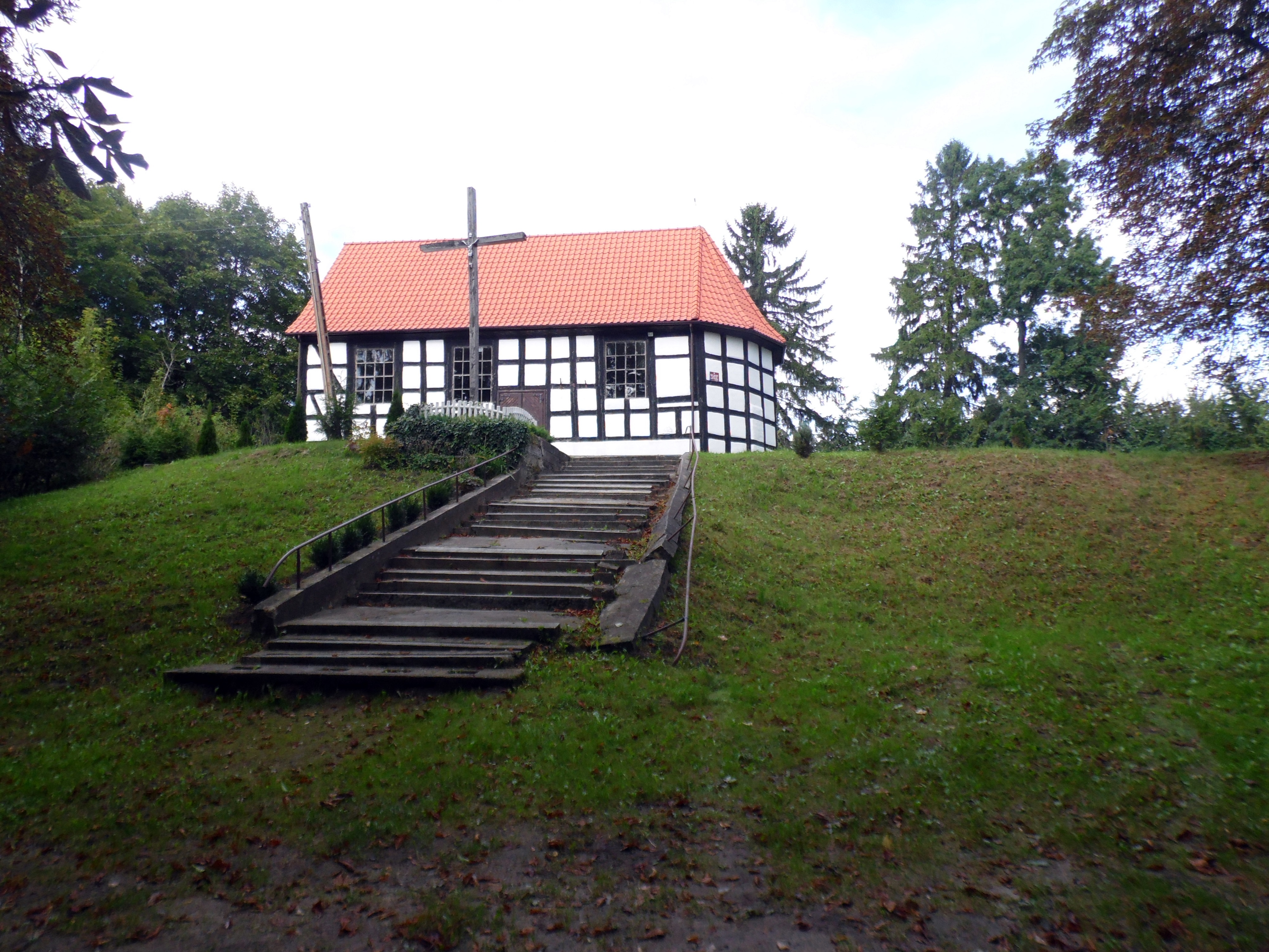
Dorfkirche (Aufnahme von 2013)

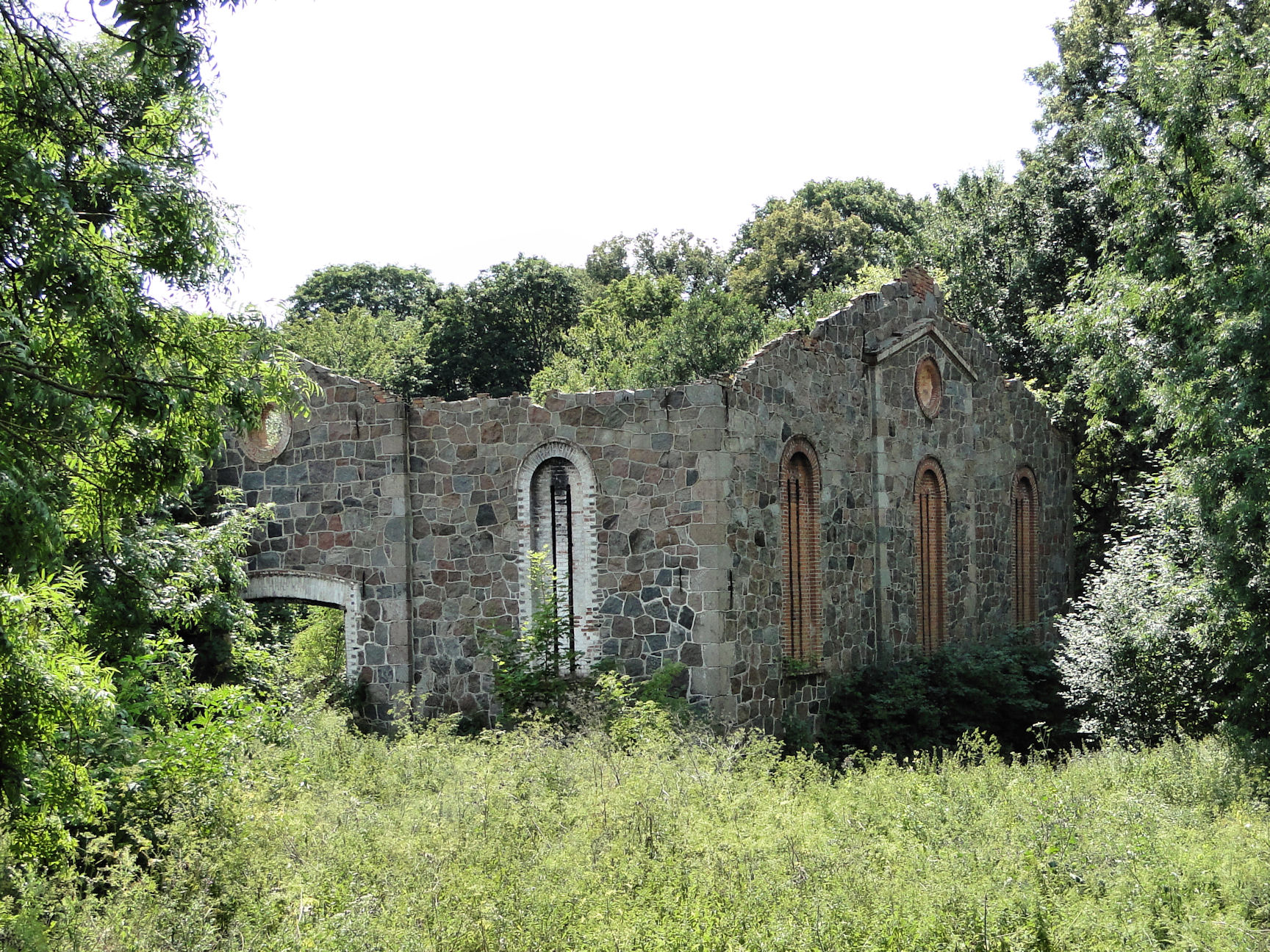
Ruine eines Gebäudes des Gutsbetriebs (Aufnahme von 2010)

## Geographische Lage
Das Dorf liegt in Hinterpommern, knapp 70 km östlich von Stettin und etwa 7 km südwestlich der Kreisstadt Łobez (Labes).
Am südlichen und östlichen Ortsrand verläuft die Bahnstrecke Danzig–Stargard. Getrennt durch diese Bahnstrecke und durch den Aalbach schließt südöstlich der Nachbarort Lesięcin (Lessenthin) an. Der nächsten Nachbarort im Westen ist Kraśnik Łobeski (Kratzig).

## Geschichte
Kankelfitz erscheint im 18. Jahrhundert als ein Lehensgut der uradligen pommerschen Familie Borcke. Lange waren Kankelfitz und das benachbarte Lessenthin in derselben Hand. Andreas Matthias von Borcke (* 1688; † 1740), preußischer Major, erbte Kankelfitz von seinem Vater und erhielt Lessenthin von seinem Onkel, dem Generalleutnant Ernst Matthias von Borcke.
Sein Sohn, Wilhelm Friedrich Leopold von Borcke (* 1737; † 1787) erbte als Kind Kankelfitz und Lessenthin. Doch verkauften seine Vormünder Kankelfitz und Lessenthin im Jahre 1744 „wiederkäuflich auf 18 Jahre“ an den Generalmajor Johann Ernst von Alemann. Von dessen Erben löste Wilhelm Friedrich Leopold von Borcke, nachdem er seinen Abschied von der Armee genommen hatte, die Güter im Jahre 1766 wieder ein und  bewirtschaftete sie selbst. Auch als Landrat hatte er in Kankelfitz seinen Sitz. In Ludwig Wilhelm Brüggemanns Beschreibung des Herzogtums Vor- und Hinterpommern (1784) erschien „Kankelvitz“ als der „Sitz des gegenwärtigen Landrats und Directors des Borckeschen Kreises“. Damals gab es hier ein Vorwerk, also den Gutsbetrieb, eine Schäferei, eine Wassermühle, eine Ziegelei, den Pfarrer und vier Bauernstellen, insgesamt 13 Haushalte („Feuerstellen“).
Dessen Sohn Ernst August Philipp von Borcke (* 1766; † 1850) erbte Kankelfitz und Lessenthin und wurde ebenfalls Landrat. Als er in finanzielle Schwierigkeiten geriet, trat er die Güter Kankelfitz und Lessenthin an seine Gemahlin ab, um sie in der Familie zu halten. Demgemäß war in der Ritterschafts-Matrikel von 1842 seine Gemahlin als Besitzerin der Rittergüter Kankelfitz und Lessenthin eingetragen. Später folgten seine Söhne im Besitz des Rittergutes Kankelfitz.
Um 1870 umfasste das Lehn-Rittergut Kankelfitz, also der Gutsbezirk, 1846 Morgen Land, davon 1278 Morgen Ackerland, und 144 Einwohner in 25 Familien. Es wurden 14 Pferde, 44 Rinder und 1126 Schafe gehalten. Daneben bestand das Pfarrkirchdorf Kankelfitz, also die bäuerliche Landgemeinde, mit 671 Morgen Land, davon 503 Morgen Ackerland, und 49 Einwohnern in 6 Familien. Hier wurden 13 Pferde, 36 Rinder und 568 Schafe gehalten.
Bei der Volkszählung 1910 wurden im Gutsbezirk Kankelfitz 119 Einwohner gezählt, in der Landgemeinde Kankelfitz 29 Einwohner. Später wurde der Gutsbezirk Kankelfitz in die Landgemeinde eingegliedert. Bis 1945 bildete Kankelfitz eine Landgemeinde im Kreis Regenwalde der Provinz Pommern. In der Gemeinde wurden im Jahre 1933 158 Einwohner gezählt, im Jahre 1939 163 Einwohner.  Zu der Gemeinde gehörten neben dem Dorf Kankelfitz keine weiteren Wohnplätze.
1945 kam Kankelfitz, wie ganz Hinterpommern, an Polen. Der Ort erhielt den polnischen Namen „Kąkolewice“.

## Persönlichkeiten

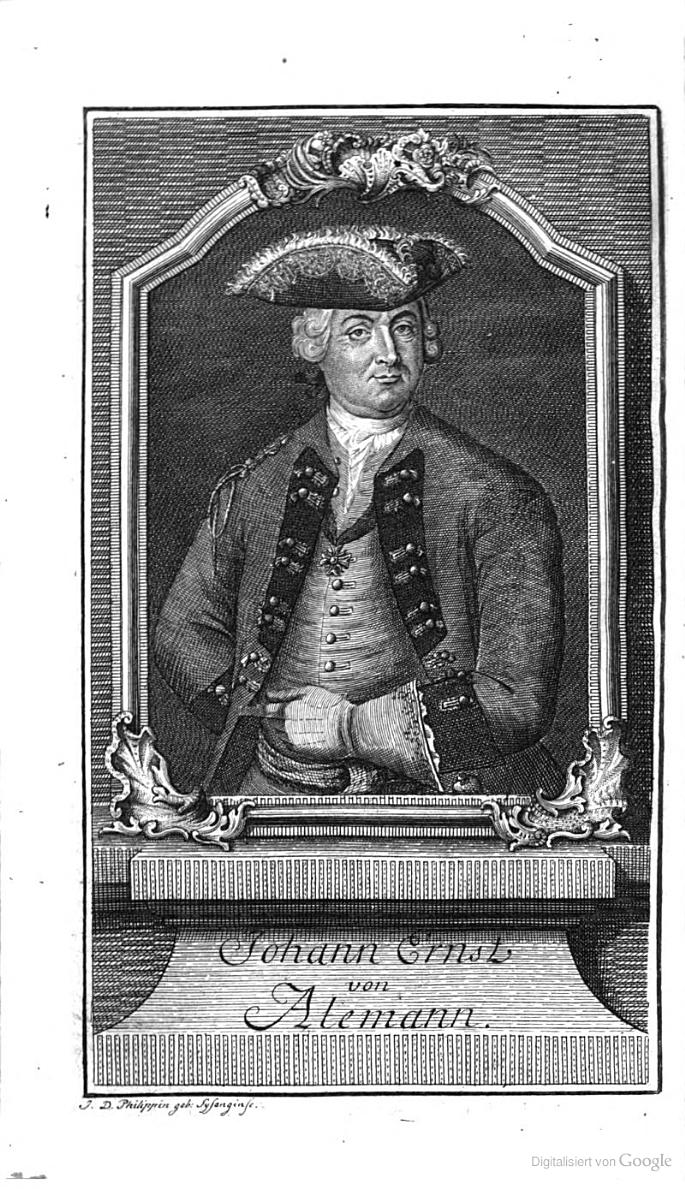
Johann Ernst von Alemann (1684–1757), Besitzer des Rittergutes Kankelfitz

### Söhne und Töchter des Ortes
- Ernst August Philipp von Borcke (1766–1850), Landrat des Borckeschen Kreises und des Kreises Regenwalde, Besitzer des Rittergutes Kankelfitz

### Mit dem Ort verbunden
- Johann Ernst von Alemann (1684–1757), preußischer Generalmajor, Besitzer des Rittergutes Kankelfitz
- Wilhelm Friedrich Leopold von Borcke (1737–1787), Landrat des Borckeschen Kreises, Besitzer des Rittergutes Kankelfitz